# Royal Academy of Dramatic Art
A Royal Academy of Dramatic Art (RADA) a világ egyik leghíresebb és London egyik legrégebbi drámaiskolája, amely a főváros Bloomsbury kerületében található.

## Történelme

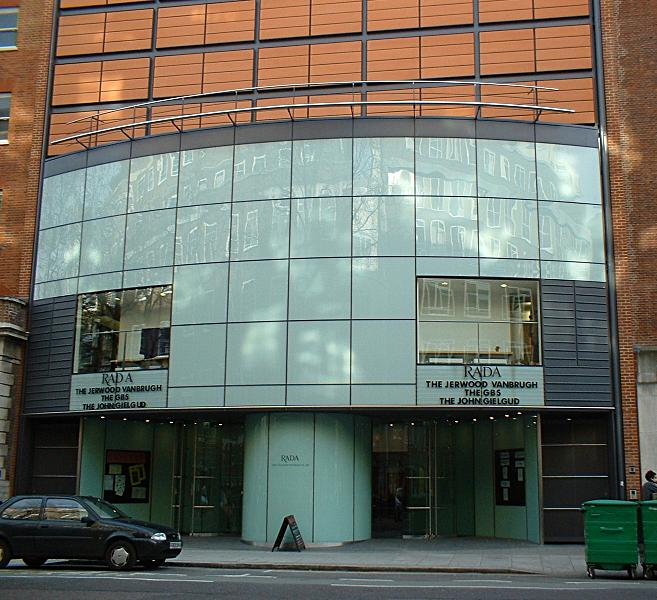
Az épület bejárata

### Az alapítás és a kezdeti évek
Sir Herbert Tree Beerbohm alapítja meg Drámai Művészet Akadémiája néven 1904-ben, a Her Majesty’s színházban, London Haymarket nevű utcájában, ahol a társulat és a diákok látványos és színvonalas Shakespeare produkciókat mutattak be, majd 1905-ben átkerülnek Gower Street 62 alá. Ekkor csatlakozik a vezetőségbe Sir Johnston Forbes-Robertson, Sir Arthur Wing Pinero és Sir James Barrie, majd pár év múlva, Irene Vanbrugh és George Bernard Shaw is, de már 1909-ben Kenneth Barnest és a Vanbrugh testvéreket nevezték ki igazgatóknak. Pár évvel később 1912-ben George Bernard Shaw Pygmalion darabjával (melynek jogdíjait az intézménynek ajándékozza) sikerül annyi bevételhez jutnia az akadémiának, hogy színpadra tudják állítani a My Fair Lady-t egy sikeres előadásban. A híres író nem csak ilyen módon segíti az iskolát. Alkalmi előadásokat tart a hallgatóknak. Már az első világháború előtt körülbelül negyvenen diplomáztak le , közöttük olyan személyek, mint Athene Seyler, Robert Atkins és Cedric Hardwicke.

### Fejlesztések és bővítések
1921-re annyira megnövekedik az érdeklődés a akadémia után, hogy új tanszéket nyitnak a Malet Street-en. Az első állami támogatást (500 fontot) 1924-ben kapja az akadémia az Állami Kincstártól, majd 1927-ben a Gower Street-i épületet átalakítják és új épületekkel egészítik, így a Malet Street-ről visszakerülnek az ottani tanszékek.

### Pusztulása és újraépítése
A második világháború alatt a német légierő támadásai során az épület elpusztult és csak jó pár év múlva tudták -szegényes körülmények között- ismét megnyitni. Azonban 1950-ben George Bernard Shaw meghal és művei egyharmadát az Akadémiára hagyja, amiből a vezetésnek sikerül igen szép profitot előteremtenie. Bár nem közvetlenül, de érinti az intézményt, hogy 1954-ben megnyitják az új Vanbrugh Színházat.

### Hanyatlás és normalizálódás
1955-ben Sir Kenneth Barnes visszavonul, helyére John Fernaldot nevezik ki, de különböző okokból kifolyólag, a diákok száma csökken és a bekerülés is nehezedik. Azonban az 1950-es évek végén és az 1960-as évek elején új támogatási rendszernek köszönhetően újra normalizálódik a helyzet. Ebben az időszakban többek között olyan -későbbi- hírességek járnak az Akadémiára, mint Albert Finney, Tom Courtenay, Glenda Jackson, John Hurt, Michael Williams és Anthony Hopkins.

### Az 1960-as, 1970-es és 1980-as évek
Az 1960-as évek közepén (1964) válik fontossá a Vanbrugh Színház, ugyanis az Akadémia a színház klubjának székhelye lesz. 1966-ban újabb vezetőségi csere történik, miután John Fernald lemond és helyére Hugh Cruttwell érkezik és vezetése alatt, 1970-ben speciális szakmai kurzusokat indítanak. 1972-ben a - volt hallgató - Richard Attenborough lesz az elnök. Öt évvel később szorosabb kapcsolatra kerül sor a Vanbrugh színházzal, amikor a színház vezetősége elhatározza, hogy Herbert Tree Beerbohm tiszteletére álláslehetőséget biztosítanak az Akadémia diplomásainak. Ezekben az években az akadémia hallgatója Jonathan Pryce, Juliet Stevenson, Alan Rickman, Anton Lesser, Kenneth Branagh, Bruce Payne és Fiona Shaw is.
1984-ig nem történik említésre méltó esemény az intézmény életében. Ekkor azonban Oliver Neville-t nevezik ki elnöknek. A nyolcvanas évek utolsó évétől kezdve a walesi herceg gyakorta tesz látogatásokat az elnöki tanácsnál és az ő javaslatára lesz John Gielgud az első tiszteletbeli tag.

### Újabb fejlesztések
1993-ban Neville helyére Nicholas Barter-t nevezik ki elnöknek irányítása alatt átadásra kerül egy kihelyezett tanszék, profi színészeknek Tokióban, majd egy 1996-ban kapott 22.7 millió fontos támogatásból nem csak a Gower utcai épületeket, de a Vanbrugh Színházat is átépítik, majd újra megnyitják a Malet Street-i tanszéket.
További támogatásra a Nemzeti Művészeti Tanács igazgatósága létrehoz egy bizottságot, mely a következő négy évben 8 millió fontot juttat az intézménynek. A diszkrecionális önkormányzati támogatásokat azonban, kivonják az elkövetkezendő két évben. Ezen összegekből az akadémia tovább tudja finanszírozni az 1995-ben indított portfólióját, amely rövid és speciális tanfolyamokat eredményez brit, amerikai és japán diákok részére Londonban.
A Vanburgh Színház klubjának 1998-as megszűnésével kissé lazul a kapcsolat a színházzal. Ettől függetlenül az akadémia vezetésében is újabb változásra kerül sor. Ellis Jones lesz az elnök. 2000-ben azonban befejeződnek a Gower és Malet Street-i épületek munkálatai és 2001-ben Chenies Street 20-22-ben új tanszékeket is megnyitnak, valamint felsőfokú tánc és dráma tanfolyamokat indítanak a londoni King's College-ban. Két évre rá, hogy Richard Attenborough újra elnök lesz egy Balett és Kortárs Tánc Iskola csatlakozik az intézményhez (2005), majd újabb két évvel később egyéves drámatanfolyam kerül bevezetésre évenkénti 32 fős létszámmal.

### Jelenleg
2007 óta újra Richard Attenborough az elnök, elnöktársa pedig Sir Stephen Waley-Cohen, alelnökök: Alan Rickman és Michael Attenborough A művészeti igazgató Edward Kemp 2008-tól.

## Fordítás
- Ez a szócikk részben vagy egészben  a   Royal Academy of Dramatic Art című angol Wikipédia-szócikk fordításán alapul.  Az eredeti cikk szerkesztőit annak laptörténete sorolja fel. Ez a jelzés csupán a megfogalmazás eredetét és a szerzői jogokat jelzi, nem szolgál a cikkben szereplő információk forrásmegjelöléseként.